# Historia del euskera
La historia del euskera al igual que la historia de las lenguas se analiza desde dos puntos de vista distintos: la historia interna (los procesos de cambio en el idioma) y la historia externa (los cambios en el contexto sociopolítico donde se habla la lengua).

## Historia interna
Se entiende por historia interna de una lengua al análisis tanto diacrónico como sincrónico de los documentos de una lengua. En el caso del euskera estos documentos serían las estelas de Aquitania, las eresiak de la Edad Media, los versos de Bernard Etxepare, la Biblia protestante de Joannes Leizarraga, etc. 
La historia interna del euskera se suele clasificar en los siguientes periodos:
- Preprotoeuskera: reconstrucción deductiva realizada entre otros por Joseba Lakarra, Joaquín Gorrochategui e Iván Igartua del euskera hablado en tiempos anteriores a la llegada de los celtas.

- Protoeuskera: reconstrucción realizada por Koldo Mitxelena (y, en menor medida, por Larry Trask) del euskera hablado desde el siglo V a. C. hasta el año 1 aproximadamente.

- Euskera arcaico (también llamado histórico o aquitano): testificado entre los siglos I a III d. C. en inscripciones latinas o sobre monedas en ambos lados de los pirineos.

- Periodo oscuro (y el euskera común): desde el siglo IV d. C. hasta el siglo X, con la consolidación del Reino de Navarra. Entre los siglo V-VI se encontraría el llamado euskera común, del que habrían nacido los dialectos del euskera en épocas posteriores.

- Euskera medieval: desarrollado entre los siglos XI-XV, se centra principalmente en fuentes documentales monásticas.

- Euskera clásico: entre los siglos XVI-XVIII se desarrolla la literatura en euskera principalmente y se tienen los primeros testimonios de los dialectos literarios y hablados como tal.

- Euskera moderno: aunque la literatura en el País Vasco francés no pierda su importancia, esta se traslada a la Vasconia continental entre los siglos XVIII-XX.

- Euskera batúa: a partir del 1968, la Real Academia de la Lengua Vasca, tomando como base las directrices de Koldo Mitxelena y el padre Luis Villasante (entre otros), empieza a adoptar una serie de normas en busca de un euskera literario unificado, también llamado euskera batúa.

## Historia externa
Se entiende por historia externa de una lengua el análisis histórico basado en la historia del pueblo y región geográfica donde se habla esta lengua.

### Límites del euskera y retroceso
Desde los últimos tres mil años (al menos) se cree que el euskera ha ido retrocediendo a pesar de haber tenido en épocas medievales momentos de expansión también. Entre los muchos factores a tomar en cuenta el desprestigio que ha sufrido es uno de los más importantes, pues ha salido perdiendo frente a las lenguas romances herederas de la tradición latina en la mayoría de los casos.
Otros factores:
- La literatura ha sido escasa y poco conocida, pues en la mayoría de casos se utilizaban las lenguas consideradas cultas: latín, castellano, francés, etc.

- Hasta el Concilio Vaticano II la liturgia se realizaba exclusivamente en latín en Euskal Herria, exceptuando el brote efímero de protestantismo del siglo XVI en la Vasconia continental, que dio como fruto la Biblia calvinista de Joanes Leizarraga.

- El euskera no ha sido lengua oficial de ninguna división administrativa o política.

- No ha sido utilizada en el sistema escolar hasta el siglo XIX.

Los límites del euskera en tiempos antiguos se correspondían con los siguientes:
- Al Este, en lo que actualmente es Cataluña se halla presencia de topónimos eusquéricos como el Valle de Arán (Aran, valle en euskera), lo que ha llevado a pensar a algunos que el euskera pudo extenderse hasta la costa catalana. De lo que no hay duda es que los topónimos en la provincia de Huesca no son casuales: Garin, Jabierre, Bellara, Esterri, Ayerbe, Alastuey...Pues además existen documentos del siglo XIV que nos dicen que en el mercado de la ciudad de Huesca las gentes de alrededores hablaban la lengua vascongada. No obstante, Manuel Benito Moliner, del Instituto de Estudios Altoaragoneses, indica que en el caso del topónimo Alastuey su origen no está en la lengua vasca, sino en las lenguas celtas.[2]

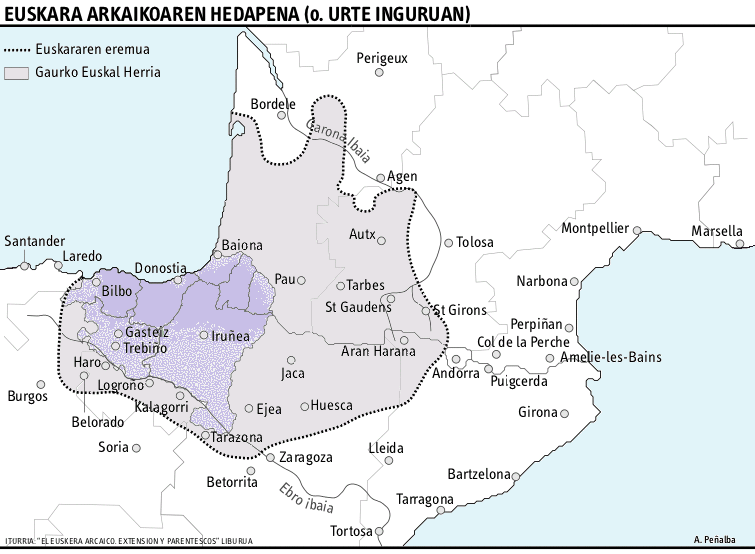
La extensión del euskera arcaico en el año 1 d. C., según Luis Núñez Astrain.

## Razones de la supervivencia del euskera
A pesar del retroceso sufrido durante los dos últimos milenios, el euskera es una de las pocas lenguas preindoeuropeas que ha sobrevivido. Cinco son las razones que se subrayan a la hora de explicar este fenómeno:
- La desaparición del Imperio romano.[3] Si esto no hubiera ocurrido, el latín imperial habría desgastado en unos siglos la lingua navarrorum, al igual que hizo con el resto de lenguas, pues tal era la fuerza que en la romanía occidental solo las lenguas atlánticas (vasco, galés, gaélico, cornuallés...) y las grecoitálicas del sur de Italia sobrevivieron al Imperio romano.

- Escaso radio de influencia de las ciudades (Pamplona, Iruña-Veleia y Bayona), por no decir que casi inexistente en el caso de la costa y zonas montañosas. A ambos lados de los Pirineos la influencia occidental que llegaba del este fue casi inapreciable.

- Rechazo de los reyes godos. En los siglos posteriores a la caída del Imperio romano, los vascones no aceptaron de buena gana que las invasiones visigóticas y francas intentaran hacerse con el control de sus territorios, enfrentándose a ellos probablemente no solo en términos militares.[4] Este punto puede haber sido la gran clave, pues los visigodos fueron los que impusieron el latín como lengua franca. En el resto de la península ibérica el uso de las lenguas prerrománicas desapareció con ellos, salvo en las zonas fuera de control visigodo.

- Cristianización tardía. Koldo Mitxelena nos dice lo siguiente: «Teniendo en cuenta la ruina que supuso la expansión del cristianismo en las lenguas de cada territorio, el que el euskera haya sobrevivido es una prueba más de que las creencias cristianas se extendieron tarde en estas tierras.» Al parecer en las tierras del llamado Saltus Vasconum el cristianismo no habría llegado hasta el siglo X.[4]

- Estructura idiomática totalmente distinta a las lenguas colindantes. Quizá actualmente ello pueda considerarse un problema y una baza que juega en contra de su supervivencia, pero en aquella época probablemente impidió que el euskera fuera absorbido por las lenguas romances o celtíberas en sus distintos momentos de expansión.

Extensión de las lenguas prerrománicas.

.

## El euskera estandarizado
Siendo patente que una de las causas que facilitaban el retroceso acelerado del euskera en los territorios en los que todavía se hablaba era el alto grado de fragmentación dialectal que el vascuence presentaba, en los primeros años del siglo XX se fue extendiendo el convencimiento de que el euskera sólo podría tener futuro como lengua de comunicación y expresión, en tanto que se lograra superar la situación de fragmentación con la creación de un registro escrito único reconocido por todo el ámbito vascohablante. De esta manera, el proceso para la unificación literaria sería iniciado ya en 1918 con la fundación de la Real Academia de la Lengua Vasca (Euskaltzaindia) y la presentación de distintas propuestas. Entre ellas, una corriente de opinión apostaba por utilizar como base el "labortano clásico" de Axular de acuerdo con la misma función que tuvo el toscano en la unificación de la lengua italiana, siendo Federico Krutwig el principal defensor de este modelo y seguido por personas como Gabriel Aresti y Luis Villasante. Aunque en sus inicios ganó apoyos, finalmente la propuesta acabó siendo rechazada por la mayoría de los escritores y estudiosos por encontrarse demasiado alejada de la base sociológica de la lengua. El debate sobre la unificación culminaría en  1968, en la reunión del Santuario de Aránzazu (Arantzazuko Batzarra) en la que la Real Academia de la Lengua Vasca durante la celebración de su 50 aniversario decidió apoyar y promover formalmente el informe de las Decisiones del Congreso de Bayona (Baionako Biltzarraren Erabakiak) de 1964 redactado por el Departamento Lingüístico de la Secretaría Vasca (Euskal Idazkaritza) de Bayona, apoyado por distintos literatos éuscaros a través de la recién creada Idazleen Alkartea (Asociación de Escritores) y Ermuako Zina (Juramento de Ermua) de 1968. Los postulados de este informe fueron recogidos en la ponencia presentada por el académico Koldo Mitxelena, quien se encargaría de entonces en adelante y junto con Luis Villasante de dirigir el proceso de la unificación literaria.
El resultado sería el euskera batua (literalmente ‘euskera unificado’ o ‘euskera unido’), que es el soporte normativo (o registro) del euskera escrito. Se basa en los dialectos centrales del euskera como el dialecto navarro, dialecto navarro-labortano y el dialecto central del euskera, y se encuentra influido por el labortano clásico del siglo XVII, precursor de la literatura en euskera y lazo de unión entre los dialectos españoles y franceses.
Este registro, adoptado oficialmente a partir del reconocimiento de la autoridad normativa de la Real Academia de la Lengua Vasca por las instituciones de Navarra y el País Vasco, es el preferido y potenciado en la administración, la enseñanza y los medios de comunicación.
Desde los primeros años de la vigencia del batúa se ha desarrollado una importante polémica sobre el efecto que el batúa iba a tener sobre los dialectos del euskera real, hablado hasta esa fecha. Así, escritores como Oskillaso y Matías Múgica sostuvieron que el euskera batúa y el impulso institucional que llevaba a cabo iba a ser letal para los dialectos matando al 'euskera auténtico' en pos de la variante unificada, artificialmente creada. No obstante, otros escritores como Koldo Zuazo han venido sosteniendo que el batúa no es más que el registro destinado a ser utilizado en los ámbitos más formales (como la educación, la televisión pública, los boletines oficiales...) y viene a complementar al resto de los dialectos, no a sustituirlos; argumentó incluso que la extensión del batúa ayuda a reforzar los dialectos al incidir en la recuperación general de la lengua.

## Literatura en euskera

### Evolución histórica

#### Primeros escritos

##### La mano de Irulegui
La Sociedad de Ciencias Aranzadi realizó trabajos de recuperación del castillo medieval y a partir de 2017 localizó, a pie del castillo, un poblado de la Edad del Hierro datado en el siglo I a. C. que se ubicaba en territorio que las fuentes clásicas atribuían a los vascones. El yacimiento ha sido excavado y estudiado por Aranzadi desde ese año y en él se han encontrado multitud de piezas arqueológicas. El 14 de noviembre de 2022 el Gobierno de Navarra comunicó oficialmente un hallazgo de excepción realizado en dicho yacimiento. 
En la campaña dirigida por Mattin Aiestaran se encontró una pieza de bronce con forma de mano derecha extendida con una escritura en el dorso realizada en caracteres paleohispánicos, anterior a la llegada de los romanos a la península, en una lengua definida por los especialistas en  epigrafía y lingüística como «vascónica», y relacionada con la lengua vasca actual. 
La transcripción de los caracteres hallados en la pieza ha dado el resultado de poder entender la primera palabra desde la similitud con el euskera actual, dicha palabra se transcribe como "SORIONEKU"  relacionada con el actual zorionak que en castellano es 'buena suerte'.  El resto del texto todavía está sin descifrar. 
Esta palabra se convierte en el primer rastro escrito en lengua vascónica y además escrito en un signario que es también vascónico, con un sistema gráfico derivado del  sistema ibérico, en el que se ha añadido o adaptado algún signo para marcar algún sonido o fonema vascónico que no existe en el signario ibérico.
El poblado fue abandonado tras el incendio que sufrió en el contexto de las guerras Sertorianas. La mano de Irulegui fue hallada por la arqueóloga Leire Malkorra el 18 de junio de 2021 bajo el adobe de los muros de las viviendas derruidas tras ese hecho bélico y depositada en el Departamento de Restauración del Gobierno de Navarra. El 18 de enero de 2022, en el proceso de limpieza y restauración que llevaba a cabo Carmen Usúa, halló una serie de rayas y puntos que, examinados con detalle, dieron como resultado el hallazgo de texto en la pieza de bronce. Los símbolos fueron estudiados e interpretados por los especialistas en epigrafía paleohispánica y lingüística indoeuropea, Javier Velaza y Joaquín Gorrochategui
La pieza arqueológica en cuestión representa una mano derecha extendida realizada en un bronce cuya pátina contiene un 53,19 % de estaño, un 40,87 % de cobre y un 2,16 % plomo, algo que es habitual en aleaciones muy antiguas. Se interpreta como epígrafe ritual de buena fortuna colocada a la entrada de una vivienda, similar a los existentes en muchos lugares  y que han sobrevivido hasta la actualidad. Para el grabado de los caracteres se han utilizado dos técnicas de escritura diferentes lo cual es desconocido en la epigrafía antigua del mundo occidental. El grabado se ha realizado mediante la técnica conocida como «puntillado», pero antes de realizar el mismo se han trazado esgrafiadas, incisiones realizadas en el bronce con un instrumento punzante.

##### Hallazgos posteriores
Según estudios epigráficos recientes, la presencia del euskera en el norte de la provincia de Soria es anterior a que se impusiese una lengua céltica y después latina, es decir, anterior a los otros hallazgos epigráficos.
Tras las inscripciones sorianas, se considera que los siguientes textos más antiguos de esta lengua encontrados hasta ahora son varias palabras aparecidas en epitafios del siglo II d. C. en Aquitania, investigadas por primera vez por Achille Luchaire, después por Julio Caro Baroja y Koldo Mitxelena, y en épocas más recientes por Joaquín Gorrochategui. En el municipio navarro de Lerga (Estela de Lerga) se encontró una estela funeraria hispanorromana con antropónimos indígenas, datada en el siglo I. Mitxelena definió el parentesco entre la inscripción de Lerga y la epigrafía aquitana, así como con las inscripciones hispánicas éuscaras que se encontraría posteriormente. Es por ello que hoy en día se considera que el aquitano es simplemente vasco antiguo o euskera arcaico.

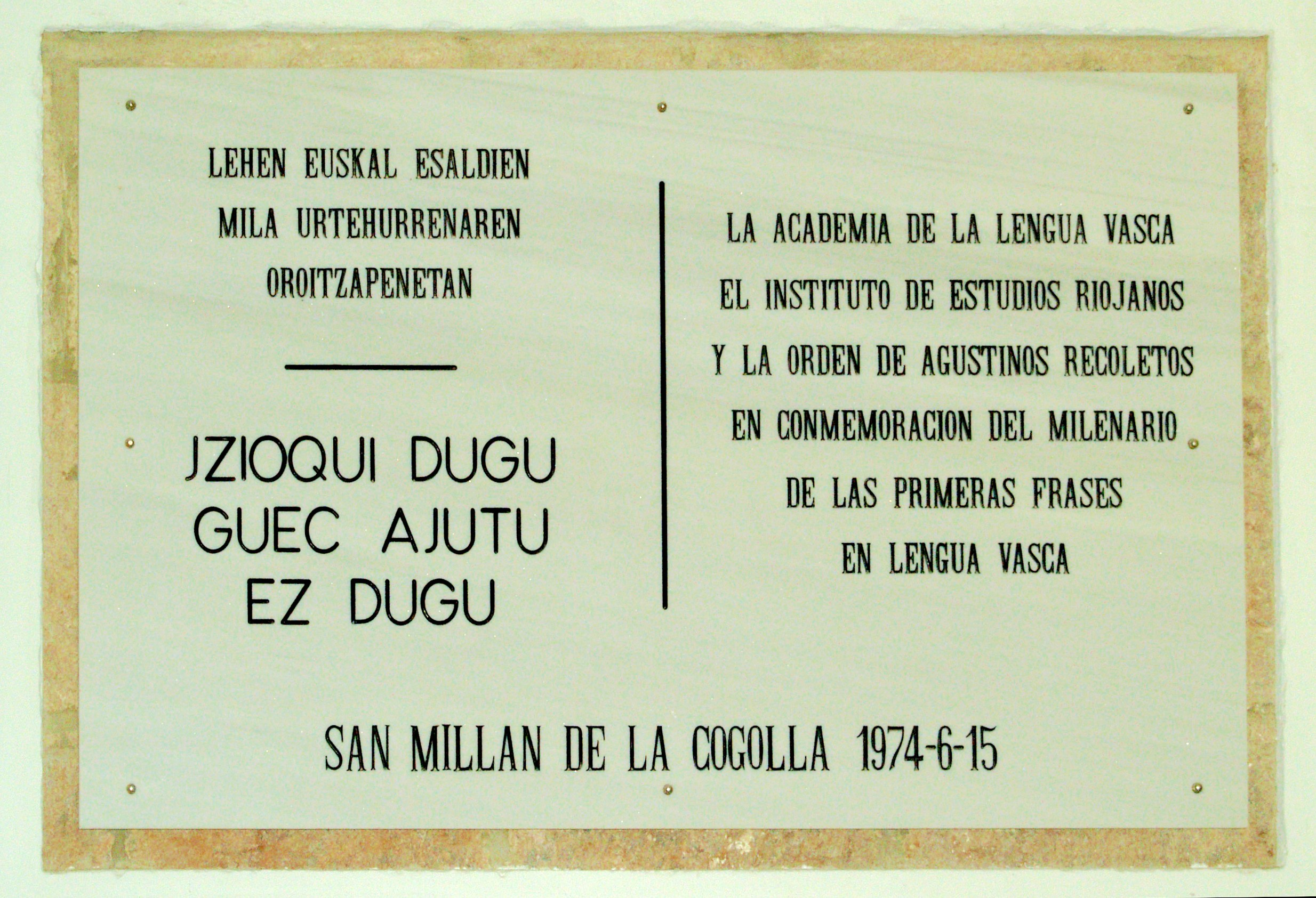
Placa conmemorativa de 1974 existente en el Monasterio de Yuso (San Millán de la Cogolla, La Rioja) donde se encontraron las Glosas Emilianenses que recogen dos textos en euskera, considerados los primeros textos escritos no epigráficos en dicha lengua.

La información disponible sobre el euskera medieval es bastante escasa y fragmentaria. La mayor parte de la información sobre el euskera medieval proviene del estudio de la toponimia y la antroponimia, además de algunas pocas palabras (como términos jurídicos del Fuero General de Navarra) y algunas frases cortas. El latín y los romances fueron las lenguas del saber, de las minorías cultas y de la administración oficial, tanto civil como eclesiástica. Pero aquellos grupos también debían de conocer la lengua de los collazos y siervos. Los escribanos utilizaban el romance para escribir, aunque la lengua de uso cotidiano fuera el euskera. Del siglo XI se cree que son las glosas halladas en el monasterio de San Millán de la Cogolla, en La Rioja, pequeñas anotaciones de traducción en un texto latino, las llamadas Glosas Emilianenses, escritas en latín y romance salvo la 31 y 42 que son frases en algún dialecto desconocido del euskera. Estas glosas son las siguientes:

jçioqui dugu
guec ajutu eç dugu
nos alegramos,
nosotros no tenemos adecuado

No hay total acuerdo sobre el significado de esas dos glosas. Nótese que la placa conmemorativa situada en el monasterio comete el pequeño error de reproducir el texto con una grafía modernizada, utilizando la letra zeta, cuando en el texto original se observa claramente la ce cedilla. En los primeros siglos del segundo milenio de nuestra era, las referencias al uso del euskera en el área pirenaica son diversas. Así, en una escritura del siglo XI, la donación del monasterio de Ollazábal (Guipúzcoa), además de fórmulas latinas, están los detalles ofrecidos de los linderos del terreno en euskera. También se encuentran huellas de esta lengua en una guía para peregrinos de Santiago de Compostela del siglo XII y atribuida a Aimeric Picaud, que incluye un pequeño vocabulario en euskera. Así mismo en 1349, en la ciudad de Huesca se promulga un decreto que sanciona a los que hablaran en el mercado en árabe, hebreo o basquenç con 30 soles de multa.
A medida que avanza la Edad Media la información es más abundante, aunque no llegamos a tener textos extensos hasta los siglos XV y XVI. Son de gran interés los fragmentos de romances y cantares que citan las crónicas históricas, como el Cantar fúnebre de Milia de Lastur que recoge en sus Memorias Esteban de Garibay en 1596. Refranes y sentencias, publicado por la misma época en Pamplona, es un recopilatorio de refranes populares, probablemente del entorno de Bilbao, según Joseba Lakarra. Cartas personales y otros textos manuscritos o actas de testigos en juicios se consideran de un valor preciadísimo, como raros testimonios del euskera hablado en aquellos siglos. Entre la correspondencia personal destaca la de fray Juan de Zumárraga, primer obispo de México, que en 1537 escribió a su familia una carta redactada en dialecto vizcaíno y en castellano. Por su importancia, esta carta ha sido publicada por la revista Euskera, órgano oficial de la Real Academia de la Lengua Vasca. Es probablemente el texto vasco en prosa más largo conocido anterior a los primeros libros en euskera.
El primer libro conocido se imprimió en 1545, con el título Linguae Vasconum Primitiae (‘Primicias de la lengua de los vascos’) y firmado por el sacerdote bajonavarro Bernat Dechepare. Es una colección de poemas de tema erótico, autobiográfico y religioso. Dedica también versos al euskera, y es de reseñar que el autor es consciente de que el suyo es el primer intento de llevar su lengua a la imprenta. En su poema Kontrapas dice lo siguiente:

Berce gendec vstà çuten
 Ecin scriba çayteyen
 Oray dute phorogátu
 Enganatu cirela.
 Heuscara
 Ialgui adi mundura.

Otras gentes creían
 Que no se te podía escribir
 Ahora han demostrado
 Que se estaban engañando
 Euskera,
 Sal al mundo.

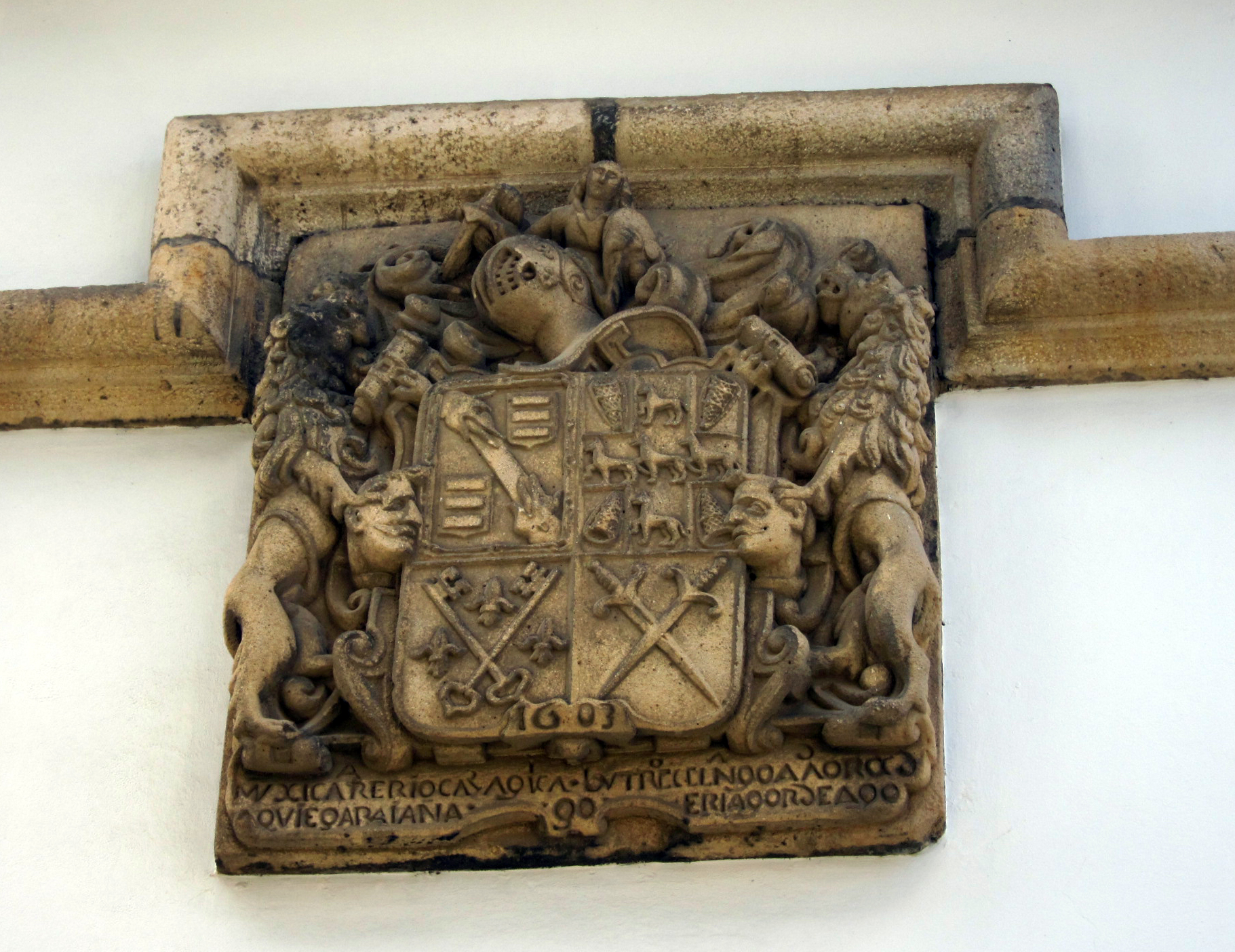
Escudo con inscripción fechada en 1603, en Plencia.

Entre 1564 y 1567 Juan Pérez de Lazarraga escribe su manuscrito, descubierto en 2004 y compuesto por 106 páginas. En él podemos encontrar poesías y novela pastoril renacentista.
La siguiente obra conocida es la traducción del Nuevo Testamento (Iesu Christ Gure Iaunaren Testamentu Berria), encargada por la reina de Navarra Juana de Albret al ministro calvinista Joanes Leizarraga, impresa en 1571 en La Rochelle.
La Contrarreforma trajo consigo una nueva «política lingüística» por parte de la Iglesia católica. Así pues, se tradujeron catecismos y otras obras de la literatura cristiana, destinados a la formación de los fieles. En el siglo XVII en el País Vasco francés hay un grupo de escritores, hoy día llamado «la escuela de Sara», que basándose en el habla de la costa de Labort (zona de gran importancia económica) desarrollará un modelo literario para la lengua vasca. El mayor exponente de estos escritores es Pedro Axular.
En el País Vasco español a partir del siglo XVII también aparecerán libros impresos en euskera, consagrando el uso literario de los dialectos vizcaíno y guipuzcoano primero, y del resto con el devenir de los siglos. Es preciso reconocer que inicialmente, en el siglo XVIII, esta labor literaria se limitó a traducciones mediocres de textos religiosos, aunque Agustín Kardaberaz destacara por la calidad de su obra religiosa y retórica.

#### Literatura clásica
Dejando a un lado estos antecedentes, junto con otros manuscritos encontrados en el siglo XX, el que podría considerarse el primer clásico de la literatura en euskera fue la obra ascética Gero (‘Después’) del también sacerdote Pedro de Agerre Azpilikueta, escrita en «labortano clásico» e impresa por primera vez el año 1643 en Pau. Su prosa fue tomada como ejemplo del buen escribir entre los escritores tanto al norte como al sur del Pirineo. Manuel de Larramendi se refiere a Axular como maestro.
Hasta muy tardíamente los escritores laicos fueron una excepción y la mayoría de las obras publicadas fueron de temática religiosa, limitándose principalmente a traducciones de doctrinas y catecismos, biografías de santos y algunos tratados teológico-filosóficos. Entre las obras que tratan temas profanos encontramos gramáticas, apologías (que pretendían demostrar la pureza y perfección de la lengua de los vascos, aunque casi todas fueron escritas en castellano), antologías de refranes y poemas, además de obras del teatro tradicional vasco o pastorales.
En el siglo XVIII, uno de los grandes dinamizadores culturales y políticos de Vasconia fue el padre jesuita Manuel Larramendi (1690-1766), quien fue autor de una gramática y un diccionario vascongado. Su influencia marcó un antes y un después en la literatura vasca. Se ocupaba de corregir los manuscritos de muchos escritores de su época antes de imprimirlos, y puede considerársele uno de los líderes o referentes en su tiempo.

#### Época moderna
En la segunda mitad del siglo XIX, la derrota en las Guerras Carlistas y los cambios que se estaban dando en la sociedad originaron cierta preocupación sobre el futuro de la lengua, lo cual motivó la fundación de asociaciones como la Sociedad Euskara de Navarra, la celebración de certámenes literarios y juegos florales y la aparición de las primeras publicaciones en euskera. La lingüística europea comenzó a interesarse por ella y empezó a estudiarse la lengua de manera científica. Floreció la literatura y los folcloristas y musicólogos se interesaron por recuperar la tradición oral. En 1918 se fundó la Sociedad de Estudios Vascos-Eusko Ikaskuntza con el patrocinio de las cuatro diputaciones vasconavarras y un año después, la Real Academia de la Lengua Vasca (Euskaltzaindia) fue fundada por Alfonso XIII.
Por el contrario, algunos intelectuales vascos de la época como Miguel de Unamuno llamaban a aceptar con dolor y resignación la muerte del euskera, lengua con la que —según él— no podían transmitirse ideas abstractas. El filósofo llegaba a afirmar en momentos de íntimo pesimismo depresivo [cita requerida] que los vascos debían abandonar su lengua y tradiciones para así poder entrar en la modernidad española.

La cultura vasca, lo que se dice "cultura", se ha hecho en español o en francés. En español escribió sus cartas y sus ejercicios Íñigo de Loyola, el fundador de la Compañía de Jesús, y en francés pensaba y escribía el abate de Saint-Cyran, fundador de Port Royal, fortaleza del jansenismo. (...) En vascuence no se puede pensar con universalidad. Y el pueblo vasco, cuando se eleva a la universalidad, lo hace en español o en francés
Miguel de Unamuno, 1958. "La unificación del vascuence", en Obras Completas (VI): 344-348. Madrid: Afrodisio Aguado.

Siendo esta postura, con algunas excepciones, la mayoritaria entre la izquierda y el liberalismo vascos de aquel momento, tanto en España como en Francia, los mayores defensores de la lengua fueron los sectores foralistas, tradicionalistas y nacionalistas.
Entre 1848 y 1936, se produjo el llamado euskal pizkundea o renacimiento vasco, cuando se encuentra la poesía cultista de autores como Nicolás Ormaetxea Orixe, Xabier Lizardi o Esteban Urkiaga Lauaxeta, impregnada del estilo de los poetas simbolistas. Sin embargo, la guerra civil y su desenlace pospusieron esa etapa de maduración literaria y social.
La identificación del euskera con la vida rural y por lo tanto con una idealizada Arcadia vasca, tan atractiva para muchos vascos, tuvo que durar hasta el relevo generacional de los años cincuenta y sesenta. Es entonces cuando en un ambiente de efervescencia cultural y política, el euskera empezó a oírse en boca de los jóvenes universitarios y ambientes urbanos.
El euskera aún era hablado por la mayoría de los habitantes de la zona norteña de Euskal Herria inmediatamente antes de la industrialización. Según los datos de 1866-1868 que maneja Ladislao de Velasco, lo hablaban 170 000 de los 176 000 habitantes de Guipúzcoa (140 000 de manera habitual), 149 000 de los 183 000 vizcaínos (de los que 6000 eran extranjeros y 28 000 vivían en el distrito de Valmaseda-Encartaciones, donde el euskera desapareció a finales del siglo XVIII y principios del XIX, con el final de la Primera Guerra Carlista), 12 000 de los 120 000 alaveses, 60 000 de los 300 000 habitantes de la Navarra española y 80 000 de los 124 000 habitantes del País Vasco francés.

### Obras y autores destacados
- Bernat Dechepare: Linguae Vasconum Primitiae
- Arnaud Oihenart
- Pedro de Agerre Azpilikueta (Axular): Gero
- Bernardo Atxaga: Obabakoak
- Xabier Amuriza
- Andoni Egaña
- Arantxa Urretabizkaia: Zergatik Panpox
- Evaristo Bustinza (Kirikiño): Abarrak
- Eusebio Erkiaga: Parnasorako Bidea.
- Esteban Urkiaga (Lauaxeta)
- José Manuel Etxeita
- Joseba Sarrionandia
- Xabier Gereño
- Juan Antonio Mogel Urkiza: Peru Abarka
- Mikel Zárate
- Karlos Santisteban
- Ramón Saizarbitoria: Ehun metro
- Gabriel Aresti: Harri eta herri
- Unai Elorriaga: SPrako tranbia
- Lourdes Oñederra

### Lingüística vasca
- Manuel de Larramendi
- Manuel Agud
- Juan Pérez de Lazarraga
- Resurrección María de Azkue
- Toribio Etxeberria
- Louis-Lucien Bonaparte
- René Lafon
- Koldo Mitxelena
- Antonio Tovar
- Larry Trask
- Michel Morvan
- John Bengtson
- Jean-Baptiste Orpustan